# Doros
Doros is een vliegengeslacht uit de familie van de zweefvliegen (Syrphidae).

## Soorten
- D. aequalis Loew, 1863
- D. destillatorius Mik, 1885
- D. profuges

Knotszweefvlieg (Harris, 1780)